# Bekaert
NV Bekaert SA, ist ein börsennotierter belgischer Stahlkonzern mit Sitz in Zwevegem. Bekaert beschäftigt weltweit über 30.000 Mitarbeiter und erzielte 2016 einen Umsatz von 4,4 Mrd. Euro. Der Konzern ist der weltweit größte Hersteller von Draht und Drahtprodukten.

## Geschichte
Das Unternehmen wurde 1880 von Leo Leander Bekaert in der westflämischen Gemeinde Zwevegem gegründet. Unter der Führung von Léon-Antoine Bekaert, der die Führung von Leo Leander Bekaert übernahm, wuchs das Unternehmen rasant und expandierte ins Ausland. Bereits vor dem Zweiten Weltkrieg wurde Bekaert Präsident des Nationalen Allgemeinen Christlichen Arbeitgeberverbandes (LACW), wo er die Interessen der katholischen Schirmherrschaft verteidigte. Nach dem Krieg wurde er Präsident der FBE. Er hatte auch Kontakte zum königlichen Haus und zur Nationalbank. Seine politischen Aktivitäten gingen jedoch nicht über das Amt des Bürgermeisters von Zwevegem hinaus.
Nach seinem Tod im Jahr 1961 wurde sein Schwiegersohn Marc Verhaeghe zum Präsidenten der Bekaert-Gruppe ernannt. Im Jahr 2000 wird mit Baron Paul Buysse zum ersten Mal ein nichtfamiliäres Mitglied in den Verwaltungsrat gewählt. Er bestellte Julien De Wilde als Vorstandsvorsitzende und Bert De Graeve, als Chief Finance & Administration Officer.
Im Jahr 2015 übernahm Bekaert die Pirelli Stahldraht Aktivitäten und beliefert seitdem Pirelli mit den für Reifen wichtigen Draht. Mit der Akquisition erhielt Bekaert Produktionsstätten in Italien, Figline Valdarno, Slatina in Rumänien und Izmit (Türkei).  Außerhalb Europas befinden sich die Produktionsstätten in Brasilien und der Volksrepublik China. Dies war die größte Akquisition in der Geschichte von Bekaert und fügte pro Jahr rund 300 Millionen Euro zum Konzernumsatz hinzu.

## Geschäftstätigkeit
Bekaert ist Weltmarkt- und Technologieführer bei Umformungs- und Beschichtungstechnologien für Stahldraht. Als Lieferant von Drähten für die Branchen der Automobilindustrie, Bauindustrie, Energietechnik, Landwirtschaft, Medizintechnik und Verpackungsindustrie entwickelt und fertigt Bekaert an Standorten in über 120 Ländern. Neben Stahlkord zur Festigkeitssteigerung von Reifen, gehört Sägedraht und Stahlfasern zur Verstärkung von Beton zu den Hauptanwendungen.

## Aktionärsstruktur
Bekaert ist gelistet im BEL20 in Brüssel.
- Hauptaktionär: 34,41 %
- Eigene Aktien: 6,04 %
- Institutionelle Aktien: 33,25 %
- Privatkunden: 18,02 %
- Anonym: 7,88 %

(lt. Firmenwebsite)

## Bekaert UTC
Das Bekaert University Technology Centre (UTC) ist ein Forschungscluster zwischen Bekaert und dem Lehrstuhl für Maschinenbau und Materialwissenschaften am University College Dublin. Forschungsschwerpunkte liegen auf dem Walzen und Ziehen von Draht.